# Rzeźby skalne w Dazu
Rzeźby skalne w Dazu (chiń. 大足石刻, pinyin: Dàzú Shíkè) – kompleks religijnych rzeźb w powiecie Dazu, na obszarze miasta wydzielonego Chongqing w Chinach. W 1999 roku wpisano go na listę światowego dziedzictwa UNESCO. 
Posągi i rzeźby skalne, których liczba sięga kilkudziesięciu tysięcy, pochodzą w większości z okresu między IX a XIII wiekiem n.e., tj. z czasów dynastii Tang i Song. Łączą w sobie wpływy sztuki buddyjskiej, taoistycznej i konfucjańskiej. Znajdują się na 75 chronionych stanowiskach archeologicznych – do najważniejszych zaliczają się wzgórza Bei Shan i Baoding Shan. 

## Historia
Najwcześniejsze rzeźby pochodzą z 650 r., z okresu dynastii Tang. Większość posągów powstała w IX w. W 829 r. prefekt Changzhou, Wei Junjing, zlecił wykonanie serii rzeźb na wzgórzu Bei. Po upadku dynastii Tang, w okresie 907-965 (Pięć Dynastii i Dziesięć Królestw) posągi stawiali urzędnicy państwowi, lokalna szlachta, mnisi, mniszki a także zwykli poddani. Działalność rzeźbiarska ustała we wczesnych latach dynastii Song. Posagi zaczęto stawiać ponownie w 1078 r. za panowania cesarza Yuana Fenga z północnej dynastii Song. Prace podjęto na wzgórzu Bei i kontynuowano aż do roku 1146.
W latach 1147–1252 mnich Zhao Zhifeng, promujący buddyzm Wadżrajany, stworzył na wzgórzu Baoding największe skupisko rytualnych rzeźb tej religii. Do prac zatrudnił najlepszych artystów z całego kraju.
W XIII w., wskutek nasilonych działań wojennych, prace rzeźbiarskie ponownie zarzucono. Kolejne posągi powstały dopiero w XV w. za czasów dynastii  Ming. W skałach rzeźbiono jeszcze na mniejszą skalę aż do końca XIX w. (dynastii Qing).

## Bei Shan
Bei Shan (北山, Północne Wzgórze) wznosi się w odległości kilku kilometrów od Longgang, stolicy powiatu Dazu. Posągi wykuto w klifie wznoszącym się 545 m n.p.m. Skała liczy 300 m długości i ok. 7–10 m wysokości. Wyróżniają się tu dwie sekcje rzeźb: północna z ok. 100 grupami figuralnymi oraz południowa licząca 190 grup. Ponadto w kompleksie Bei Shan znajduje się 265 figur w niszach skalnych, jedna wklęsłorzeźba oraz 8 filarów pokrytych inskrypcjami. W sumie zachowało się tu ponad 10.000 posągów i rzeźb skalnych, w większości w bardzo złym stanie. 
Ponad połowa z rzeźb nawiązuje tematyką do buddyzmu Wadżrajany, pozostałe przedstawiają motywy z innych religii popularnych w IX-XII w. Na szczególną uwagę zasługuje nisza numer 254, skrywająca 539 figur przedstawiających sceny z Amitabha Sutry. 
Z odnalezionych tu inskrypcji wynika, że wzgórze pełniło funkcję koszar, zaś najwcześniejsze rzeźby wykonano na polecenie generała.

## Baoding Shan
Baoding Shan (宝顶山, Wzgórze z Wierzchołkiem Skarbów) leży w odległości kilkunastu kilometrów od Longgang. Znajduje się tu długi na 125 metrów odcinek skały z wyrzeźbionymi monumentalnymi postaciami. Najważniejszą rzeźbą kompleksu jest posąg leżącego Buddy długi na 31 m i wysoki na 5 m. Na szczególną uwagę zasługuje również rzeźba Avalokiteśvary o tysiącu ramion. Pozostałe rzeźby przedstawiają m.in. buddyjskich mędrców, postacie historyczne, a także sceny z życia codziennego. Posągi powstały między 1179 a 1249 rokiem n.e.

## Galeria

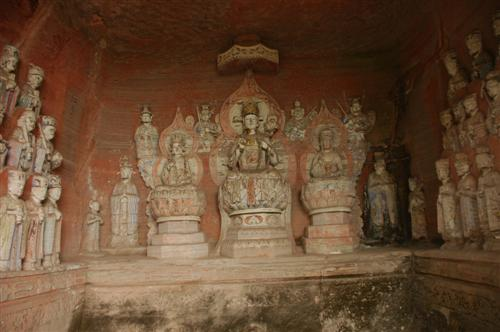
Posągi na wzgórzu Bei Shan
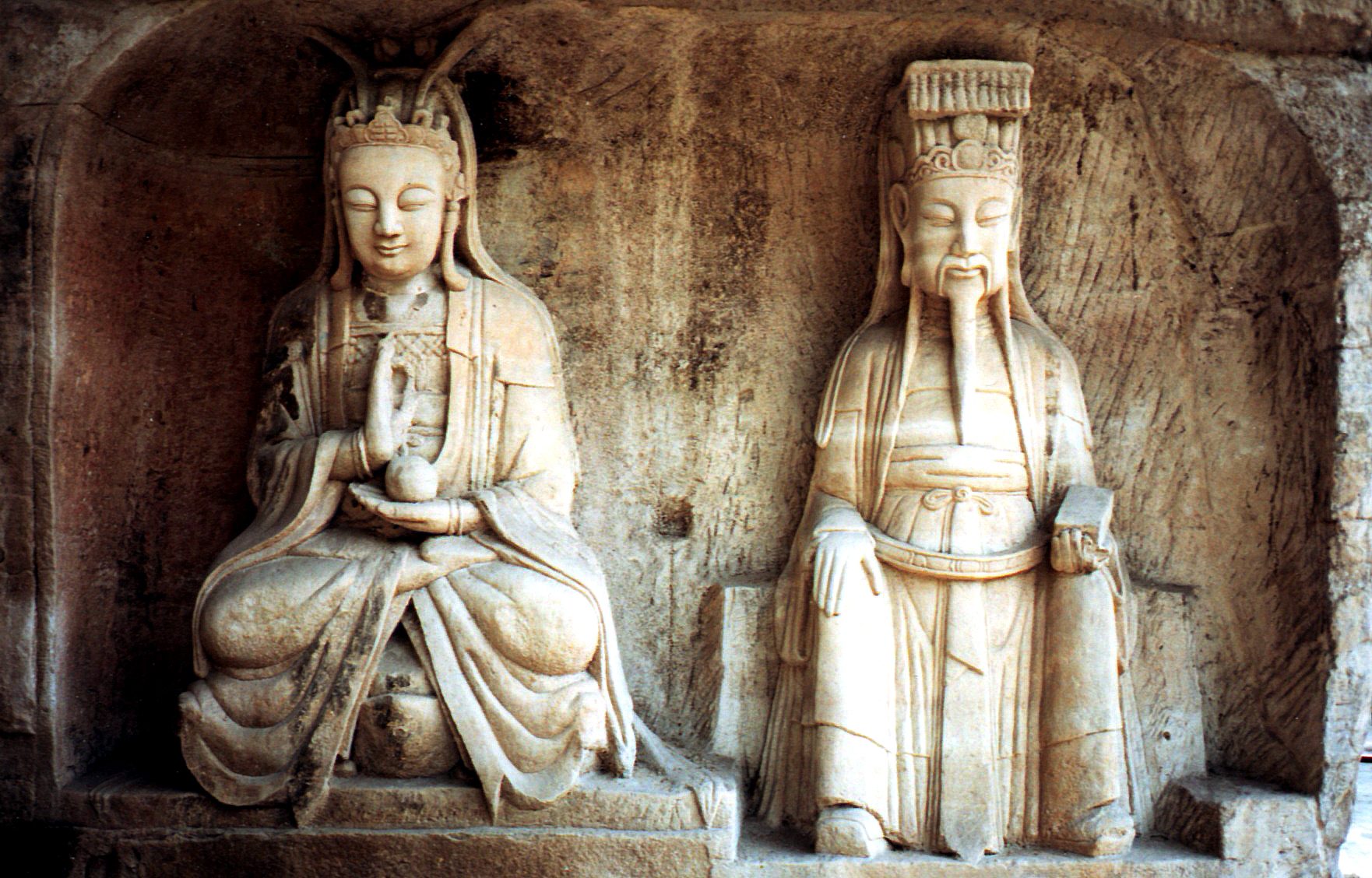
Posągi na wzgórzu Baoding
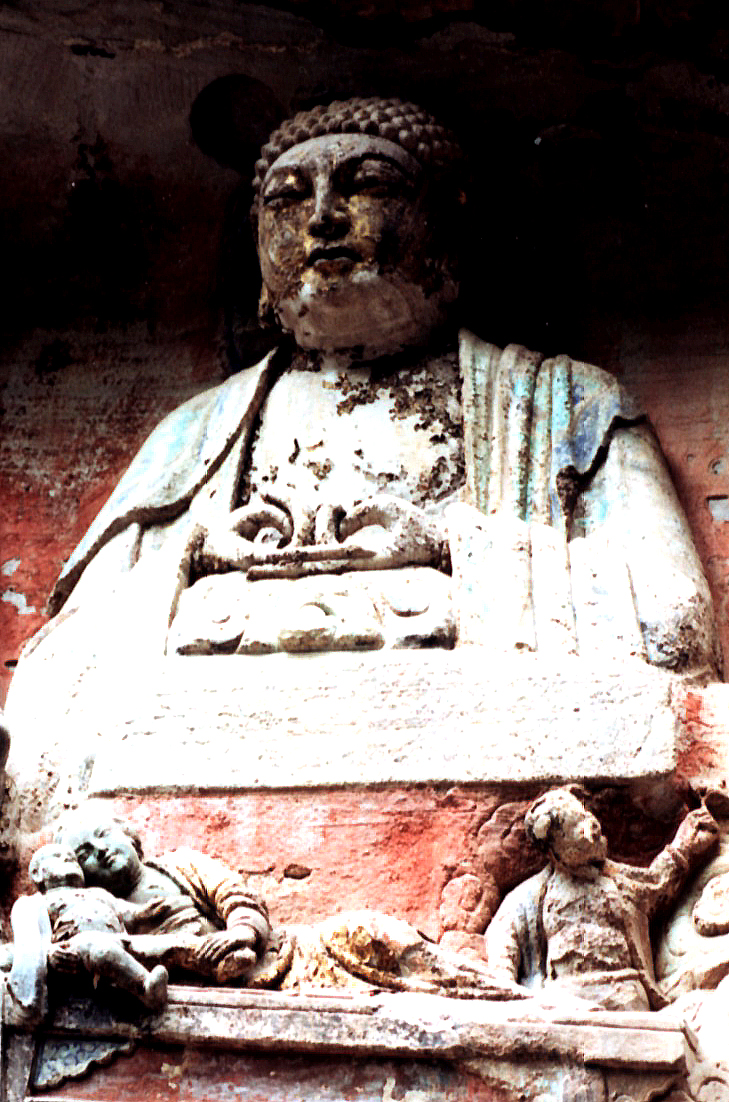
Posąg buddy na wzgórzu Baoding
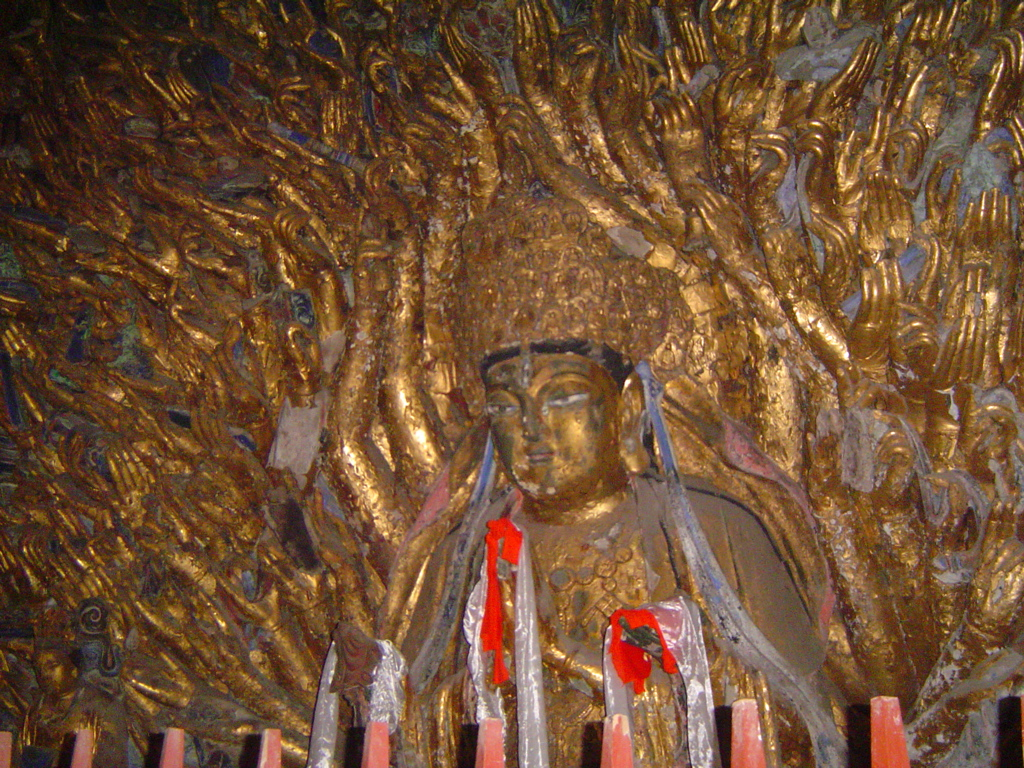
Avalokiteśvara z tysiącem ramion na wzgórzu Baoding